# Sagartia lessonii
Sagartia lessonii is een zeeanemonensoort uit de familie Sagartiidae. De anemoon komt uit het geslacht Sagartia. Sagartia lessonii werd in 1830 voor het eerst wetenschappelijk beschreven door Lesson. 